# شفیلد (پنسیلوانیا)
شفیلد (به انگلیسی: Sheffield) یک منطقهٔ مسکونی در ایالات متحده آمریکا است که در پنسیلوانیا واقع شده‌است. شفیلد ۱٬۱۲۳ نفر جمعیت دارد.